# Jeffrey King
Jeffrey King est un personnage du soap opera On ne vit qu'une fois, diffusé sur la chaîne de télévision américaine ABC. Il est interprété par Corbin Bleu, et a fait sa première apparition le 29 avril 2013. 

## Histoire
Jeffrey apparaît d'abord comme journaliste pigiste pour La bannière dans l'espoir d'obtenir un poste de la part de Viki Seigneur (Erika Slezak) à la suite de son article sur un scandal du sénateur junior, Dorian Lord (Robin Strasser). Jeffrey partage aussi un passé avec Matthew Buchanan (Robert Gorrie) et Danielle Manning (Kelley Missel) quand ils étaient en pensionnat à Londres. Soucieux d'aider à lancer le journal à défaut de Viki, Jeffrey la convainc d'imprimer un autre article qui incrimine davantage Dorian. Pendant ce temps, Matthew et Jeffrey se déplacent dans leur propre appartement seul. 
Jeffrey perd la chambre supplémentaire que son bureau quand Dani passe brutalement po Lorsque Viki révèle que le budget est trop serré pour Jeffrey pour devenir un membre du personnel permanent, il décide de continuer le travail indépendant donnant le premier refus de la bannière à ses futurs articles. Jeffrey s'intéresse à Destin Evans (Laura Harrier), la mère de l'enfant de Matthew, au grand dam de Matthew. Pendant ce temps, Jeffrey rapporte les nouvelles à Viki qu'un de ses investissements va peut-être lui coûter tout. Plus tard, les forces Jeffrey Matthew font face à la fille avec laquelle il a bavardé sur Internet après qu'elle lui résiste. Cependant, Jeffrey est très fatigué de Michelle (Amber Skye Noyes).

## Création
En janvier 2013, l'écrivain, en tête Thom Racina a posté des photos sur Facebook de lui-même et la co-scénariste en chef Susie Bedsow Horgan brainstorming avec plus d'une liste des noms de personnages. Le personnage nouvellement créé de Jeffrey était au bas de la liste. Un personnage tout nouveau qui vient d'être classé parmi les personnages habituels de la vie conduit à la spéculation que le nom de code était un personnage déjà établie,,. Plusieurs autres personnages sont apparus dans les scripts d'auditions, y compris "Sam" et "Mick Wilder" ce qui a conduit à la spéculation que les trois étaient de la même nature.
Le 14 mars 2013, Prospect Park a envoyé un communiqué de presse annonçant que l'ex-star de Disney Corbin Bleu, connu pour son rôle de soutien de Chad Danforth dans la franchise musicale de Disney, High School Musical avait été choisi pour le rôle de Jeffrey roi,,. Bleu a posté plus tard à Facebook pour exprimer son enthousiasme de rejoindre le casting de la série One life to live. Bleu a dit à Us Weekly que les producteurs l'ont appelé et lui ont offert le rôle. 
L'acteur a révélé dans une interview avec Soap opera Digest que le producteur exécutif, Jennifer Pepperman lui a tendu la main personnellement. Bleu a fait sa première apparition dans la série Premier ministre le 29 avril 2013.